# Obyvatelstvo Bělehradu

Věkové složení obyvatel Bělehradu v roce 2021

Obyvatelstvo Bělehradu zahrnuje všechny lidi, kteří mají bydliště v tomto hlavním městě. V roce 2011 zde žilo 1 659 440 obyvatel.

## Národnostní složení
Zdroj: Statistický úřad Srbska, sčítání lidu z roku 2011
| Národnost           | Počet     | %     |
| ------------------- | --------- | ----- |
| Srbové              | 1 505 448 | 90,72 |
| Romové              | 27 325    | 1,65  |
| Černohorci          | 9 902     | 0,60  |
| Jugoslávci          | 8 061     | 0,49  |
| Chorvati            | 7 752     | 0,47  |
| Makedonci           | 6 970     | 0,42  |
| Gorani              | 5 328     | 0,33  |
| Muslimani           | 3 996     | 0,25  |
| Slováci             | 2 104     | 0,13  |
| Maďaři              | 1 810     | 0,11  |
| Slovinci            | 1 539     | 0,10  |
| Bulhaři             | 1 489     | 0,09  |
| Rusové              | 1 301     | 0,08  |
| Rumuni              | 1 282     | 0,08  |
| Albánci             | 1 252     | 0,08  |
| Bosňáci             | 780       | 0,05  |
| Ostatní             | 8 598     | 0,52  |
| Regionální identita | 1 289     | 0,08  |
| Nedeklarované       | 38 971    | 2,35  |
| Neznámo             | 23 728    | 1,40  |
| Celkem              | 1 659 440 | 100   |

## Náboženství
Zdroj: Statistický úřad Srbska, sčítání lidu z roku 2011
| Náboženství                      | Počet     | %    |
| -------------------------------- | --------- | ---- |
| Pravoslavná církev               | 1 475 168 | 88,9 |
| Ateismus                         | 40 657    | 2,4  |
| Islám                            | 31 914    | 1,9  |
| Římskokatolická církev           | 13 720    | 0,8  |
| Protestantismus                  | 3 128     | 0,2  |
| Asijské (Buddhismus, Hinduismus) | 541       | 0,03 |
| Judaismus                        | 295       | 0,02 |
| Nedeklarované                    | 54 871    | 3,3  |
| Neznámo                          | 27 684    | 1,6  |
| Celkem                           | 1 659 440 | 100  |